# Кладкака

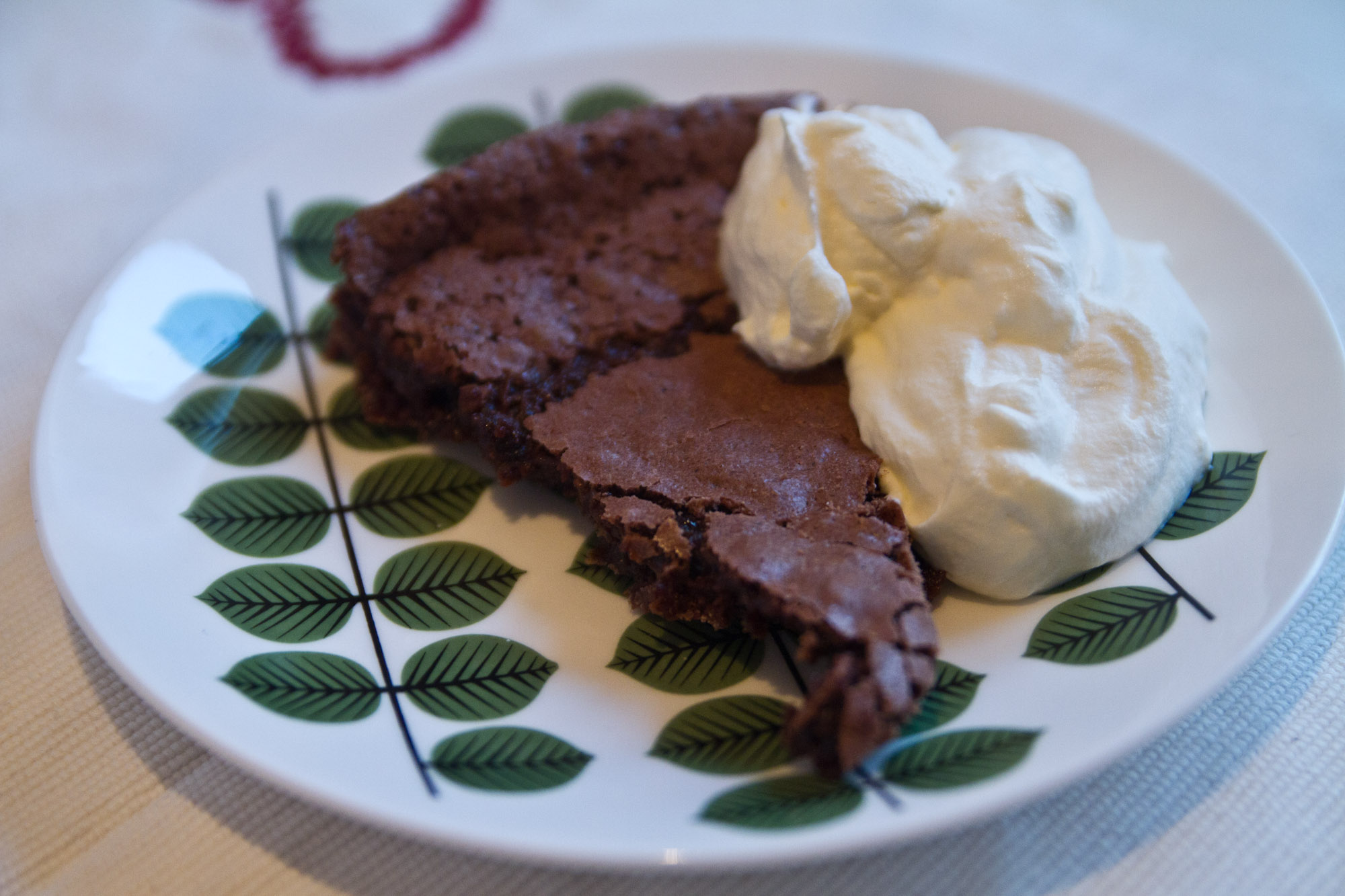
Кладкака со взбитыми сливками

Кладкака (швед. kladdkaka, букв. «липкий / грязный пирог») — шведский шоколадный торт с вязкой, липкой текстурой.
Существует немало его рецептов, но уникальность торта в том, что для приготовления не используется сода, отсюда липкий мякиш внутри: в тесте отсутствуют поры, образованные углекислым газом. Поэтому сердцевина может казаться недопечённой, жидковатой. Его иногда едят со взбитыми сливками или ванильным мороженым и малиной.
Происхождение торта является неясным, возможно, он возник под влиянием брауни или французского шоколадного торта.
Ещё одна теория состоит в том, что кладкака возник во время Второй мировой войны, когда пищевую соду было трудно достать в Швеции. Но есть и мнение, что торт был придуман после войны, в 1968 году.

## Приготовление
Ингредиенты: масло сливочное, шоколад, какао-порошок, сахар, мука (не обязательно), яйца, сахар ванильный, соль, миндаль, ягоды, сливки взбитые. Торт-пирог выпекается 15-20 минут, он готов, когда схватился снаружи, но внутри остаётся вязким.